# 아헨 대성당
아헨 대성당(Aachener Münster 또는 Kaiserdom)은 독일 아헨에 위치한 아헨교구의 주교좌 가톨릭 성당이다. 성당의 수호성인은 성모 마리아이다.
유럽에서 가장 유서깊은 성당 가운데 하나로, 본래 8세기 후반 프랑크 왕국의 카롤루스 대제가 처음 건설했다. 아헨에 도읍해 아헨 왕궁을 건설할 때 궁에 딸린 왕실 예배장소로 이 대성당을 건설한 카롤루스 대제는 훗날 814년 사망한 뒤 대성당에 안장되었다. 936년부터 1531년에 이르기까지 43명에 달하는 독일 왕·여왕이 대성당의 중앙본당인 팔라티노 경당에서 대관식을 거행했다. 이후 세월이 흐를수록 대성당에 증축이 이루어져 오늘날 성당은 여러 부분으로 이루어져 있다. 이후 1978년 유네스코 세계문화유산이 출범할 때, 빼어난 예술성과 건축미, 신성 로마 제국의 심장격 역할을 했던 중요성을 인정받고 가장 먼저 등재된 12개 유산 가운데 하나로 선정되었다.

## 같이 보기
- 쾰른 대성당